# Gremlins (soundtrack)
Gremlins is de originele soundtrack, gecomponeerd en gedirigeerd door Jerry Goldsmith voor de film Gremlins uit 1984 van Joe Dante. Het album werd uitgebracht in 1984 door Geffen Records op lp en muziekcassette (Goldsmiths muziek omvatte de hele tweede kant) en werd in 1993 alleen in Duitsland opnieuw uitgebracht op compact disc. Naast de muziek van Goldsmith, bevat het album ook muziek van andere artiesten die zijn gebruikt in de film
Het hoofdthema werd gecomponeerd met als doel "de ondeugende humor en toenemende spanning van Gremlins" over te brengen. Goldsmith schreef ook het liedje van Gizmo, dat werd geneuried door Ilene Keys, een jeugdactrice en kennis van Goldsmith, in plaats van de originele stemacteur Howie Mandel zelf. Goldsmith verschijnt ook in de film, naast Steven Spielberg, in de scène waarin Rand (Hoyt Axton) naar huis belt van de verkopersconventie.
In 2011 bracht Film Score Monthly een release uit van de soundtrack op twee discs, met de complete filmmuziek op disc één en het originele soundtrackalbum op disc twee (wat de eerste Noord-Amerikaanse cd-uitgave van de laatste vertegenwoordigt); dit was het laatste Jerry Goldsmith-album van het label. Een cd-release van Warner Archive Collection werd uitgebracht via WaterTower Music op 10 oktober 2015.

## Tracklijst
Alle muziek is geschreven door Jerry Goldsmith, tenzij anders aangegeven.
| 1.                 | Gremlins...Mega Madness – Michael Sembello (geschreven door Don Freeman, Mark Hudson en Michael Sembello) | 3:50 |
| 2.                 | Make It Shine – Quarterflash (geschreven door Marv Ross)                                                  | 4:10 |
| 3.                 | Out/Out – Peter Gabriel (geschreven door Peter Gabriel)                                                   | 7:00 |
| 4.                 | The Gift                                                                                                  | 4:51 |
| 5.                 | Gizmo | 4:09 |
| 6.                 | Mrs. Deagle                                                                                               | 2:50 |
| 7.                 | The Gremlin Rag                                                                                           | 4:03 |
| Totale duur: 30:53 | |      |

### Uitgebreide uitgave (Geffen Records, 2011)
Disc 1: The Film Score
1. Fanfare in C (Max Steiner) / The Shop / The Little One – 4:30
2. Late for Work – 1:46
3. Mrs. Deagle / That Dog – 2:22
4. The Gift – 1:45
5. First Aid – 2:17
6. Spilt Water – 3:02
7. A New One – 1:10
8. The Lab / Old Times – 2:35
9. The Injection 2:56
10. Snack Time / The Wrong Time – 1:49
11. The Box – 1:24
12. First Aid – 1:39
13. Disconnected / Hurry Home – 1:03
14. Kitchen Fight – 4:06
15. Dirty Linen – 0:43
16. The Pool – 1:07
17. The Plow / Special Delivery – 1:16
18. High Flyer – 2:22
19. Too Many Gremlins – 2:06
20. No Santa Claus – 3:27
21. After Theatre – 1:39
22. Theatre Escape / Stripe Is Loose / Toy Dept. / No Gizmo – 4:36
23. The Fountain / Stripe's Death – 5:42
24. Goodbye, Billy – 2:56
25. End Title / The Gremlin Rag – 4:10
26. Blues – 2:17
27. Mrs. Deagle [film version] – 1:27
28. God Rest You Merry, Gentlemen [traditional, arr. Alexander Courage] – 1:12
29. After Theatre [with "Silent Night"] – 1:36
30. After Theatre [without "Silent Night"] – 1:36
31. Rabbit Rampage [Milt Franklyn] – 0:47
32. The Gremlin Rag [full version] – 3:35
33. Gizmo's New Song – 0:35
34. Gizmo's Trumpet – 0:30

Tracks 26-34 zijn vermeld als bonustracks.
Disc 2: 1984 Soundtrack Album
1. Gremlins...Mega Madness – Michael Sembello – 3:52
2. Make It Shine – Quarterflash – 4:11
3. Out/Out – Peter Gabriel – 7:02
4. The Gift – 4:58
5. Gizmo – 4:14
6. Mrs. Deagle – 2:54
7. The Gremlin Rag – 4:13

Totale duur: 107:27